# Naturschutzgebiet Eldena

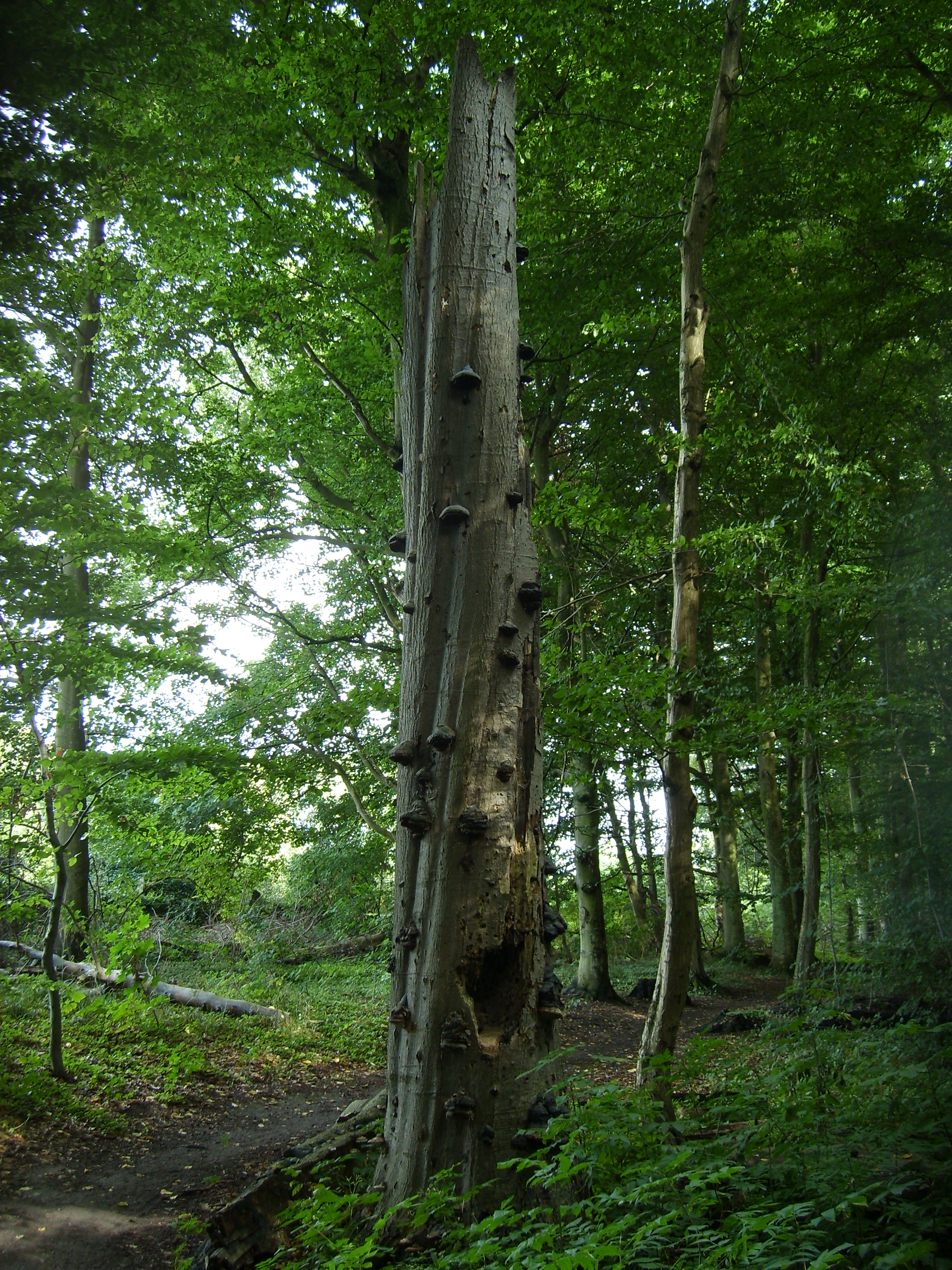
Pilzbewachsener Stamm

Das Naturschutzgebiet Eldena (NSG Eldena) ist ein als Naturschutzgebiet ausgewiesener Wald im Südosten der Hansestadt Greifswald in Mecklenburg-Vorpommern. Die Unterschutzstellung erfolgte am 30. März 1961 und umfasst ein Gebiet von 407,1 ha.

## Elisenhain

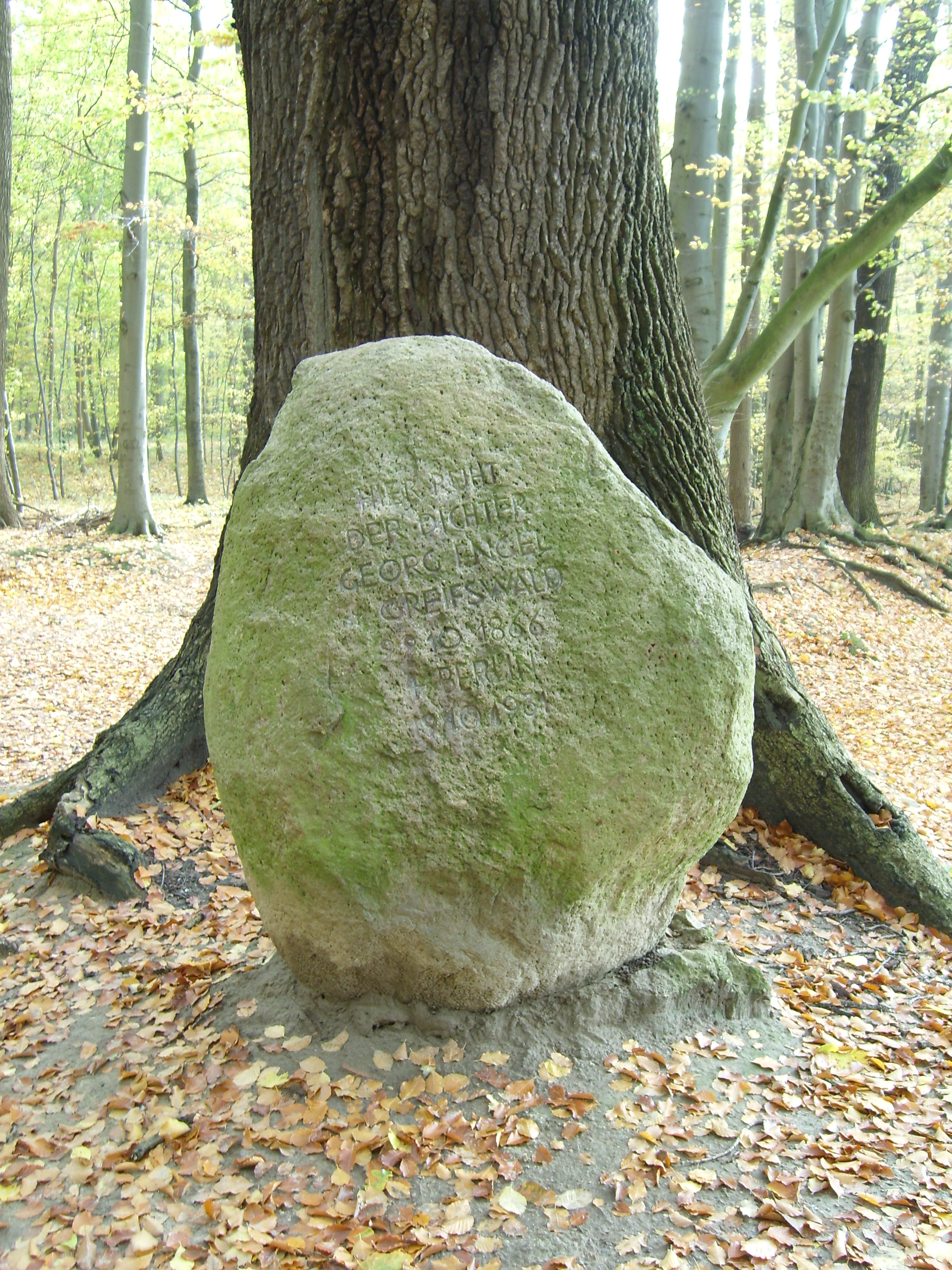
Grabstein Georg Engels

Der nordwestliche Teil des Waldes wird auch Elisenhain genannt, weshalb das NSG mitunter auch fälschlich als NSG Elisenhain bezeichnet wird. Die Bezeichnung als Elisenhain geht darauf zurück, dass 1825 Elisabeth Ludovika von Bayern, die Gemahlin des späteren Königs Friedrich Wilhelm IV., den Wald durchwandert hat. Durch diesen Teil des Waldes führte von ihrer Inbetriebnahme 1898 bis zu ihrer Demontage 1945 die Kleinbahnlinie Greifswald–Lubmin der Kleinbahngesellschaft Greifswald–Wolgast. Am südlichen Rand des Hains befindet sich auch der Gedenkstein des Greifswalder Schriftstellers Georg Engel, unter dem dessen Asche ruht. In dem seit Alters her beliebten Natur-Kleinod der Greifswalder, befand sich in früherer Zeit, in den Jahren vor und nach dem Ersten Weltkrieg (1914–1918) ein größeres Ausflugslokal, das später abgebrochen wurde. Sozusagen als dessen gastronomischer Nachfolger entstand zu DDR-Zeiten die stark frequentierte Konsum-Gaststätte „Waldhaus“, im Volksmund auch „Hasenbar“ genannt, am Eingang des Elisenhains in der Hainstraße, die nach der Wende als Wohnhaus umfunktioniert wurde.

## Eigentumsverhältnisse
Das ehemals großflächiger bewaldete Gebiet, in dem auch das heutige NSG Eldena liegt, war dem 1199 gegründeten Kloster Eldena vom Rügenfürsten Jaromar I. durch Urkunde von 1207 geschenkt worden. Da die Herrschaftsverhältnisse in dem Gebiet keineswegs klar und endgültig waren, kam es dazu, dass diese Schenkung 1208 von Pommernherzog Kasimir II., 1216 von König Waldemar II. von Dänemark, 1218 von Pommernherzog Bogislaw II. und 1221 vom Rügenfürsten Barnuta bestätigt wurde. Mit der Säkularisation des Klosters 1535 gingen die Klostergüter in das Eigentum der Herzöge von Pommern über. 1634 dann gingen die Güter durch Schenkung des letzten Pommernherzogs, Bogislaw XIV., in das Eigentum der 1456 gegründeten Universität Greifswald über. Durch die Bodenreform von 1945 verlor die Universität große Teile ihres Grundeigentums und auch ihres Universitätsforstes. Nachdem der Universitätsforst in der DDR staatlichen Stellen zur Verwaltung unterstellt worden war, wurde der Forst der Universität 1962 vollkommen enteignet und ging in die Rechtsträgerschaft des Staatlichen Forstwirtschaftsbetriebes Wolgast über. Nach der Wiedervereinigung hat die Universität einen großen Teil ihres früheren Eigentums zurückerhalten.

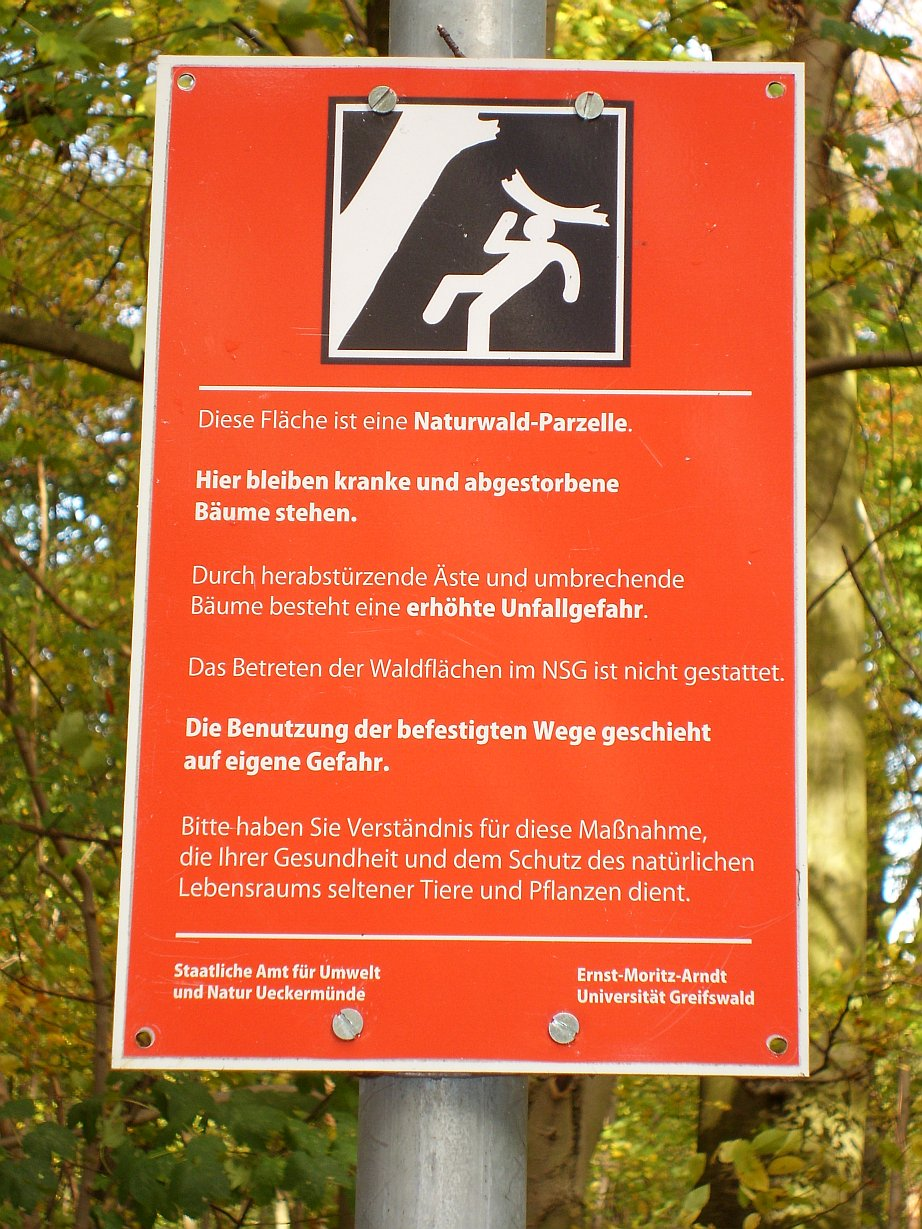
Hinweisschild

Der Universitätsforst ist heute Körperschaftswald der Universität im Sinne des § 3 BWaldG in Verbindung mit § 4 Absatz 2 LWaldG M-V.

## Rechtliches Regime und Bewirtschaftung
Zuständig für die Bewirtschaftung des Waldes ist die Forstverwaltung der Universität Greifswald. Im NSG sind drei Totalreservate mit einer Fläche von zusammen 27 ha ausgewiesen, die nicht bewirtschaftet werden. Zu diesen gehört auch der Elisenhain als das größte der Totalreservate. Da durch die Nichtbewirtschaftung erhöhte Unfallgefahr durch herabfallende Äste und umstürzende Bäume besteht, wurden in diesem Gebiet im November 2007 entsprechende Warnschilder aufgestellt.
In wasserwirtschaftlicher Hinsicht liegt das NSG im Zuständigkeitsbereich des Wasser- und Bodenverbands Ryck-Ziese. Der südwestliche Teil des Waldes liegt zudem in der Schutzzone III des Trinkwasserschutzgebietes Groß Schönwalde.

## Waldwege und Beschilderung

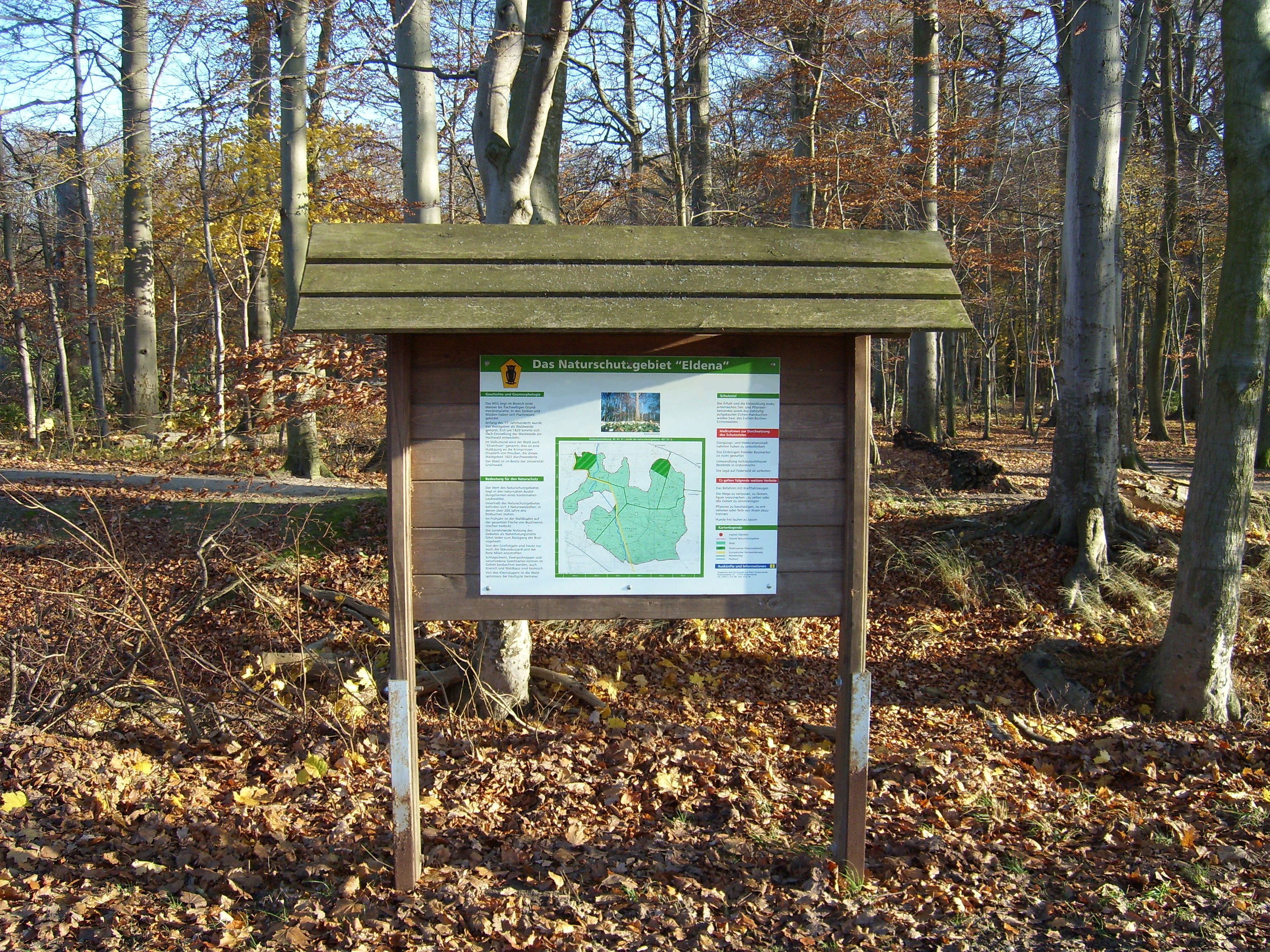
Informationstafel in der Hainstraße

Das NSG ist durchzogen von mit Pflastersteinen befestigten sowie unbefestigten Waldwegen. Einige dieser Waldwege sind Teilstrecke des Europäischen Fernwanderwegs E9. An ihren Rändern stehen viele Schautafeln zur Erklärung von Flora, Fauna und Naturhaushalt. Auch an den Haupteingängen des NSG stehen Informationstafeln.

## Flora und Vegetation

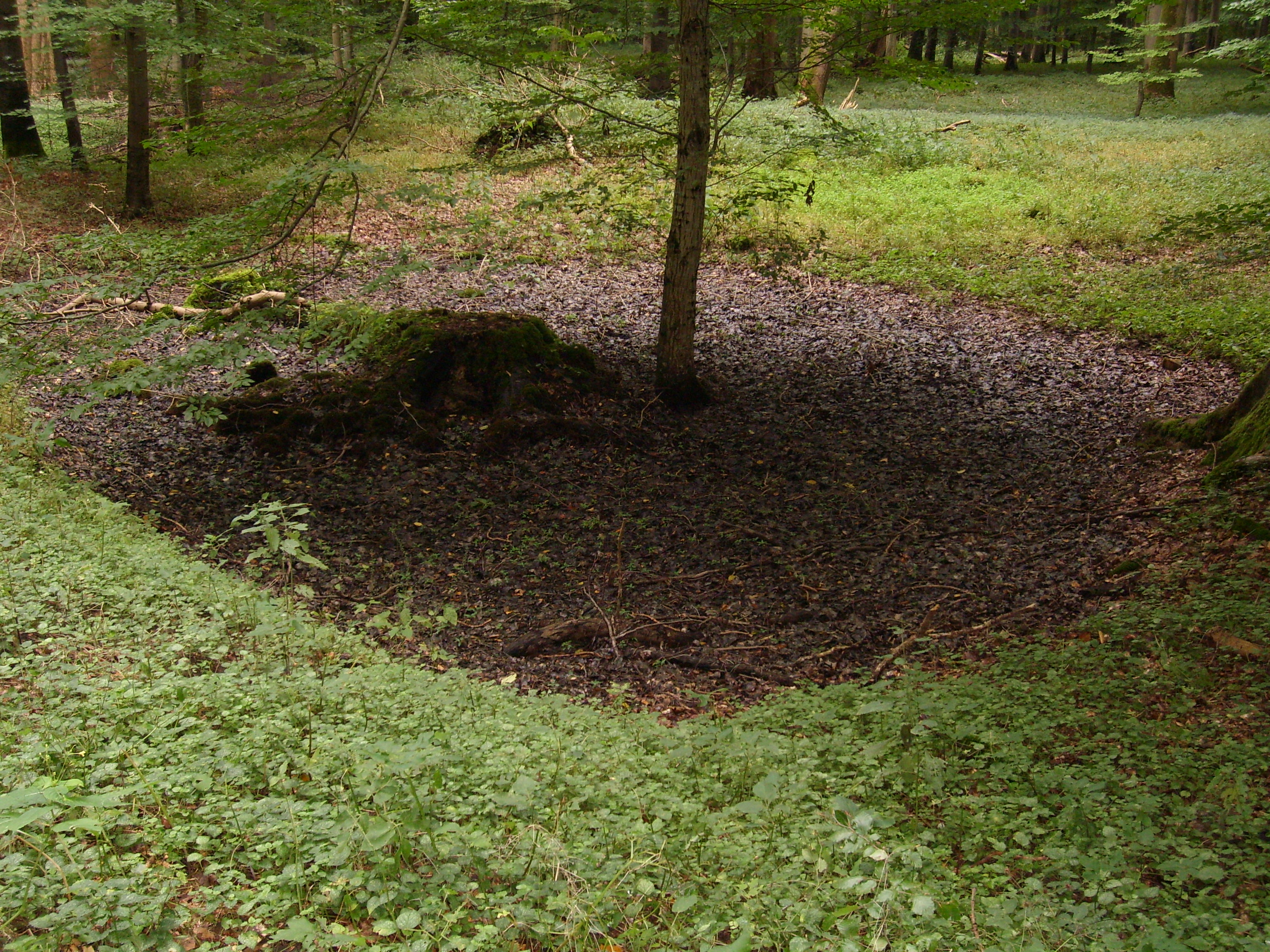
Kleine Senke am Wegrand

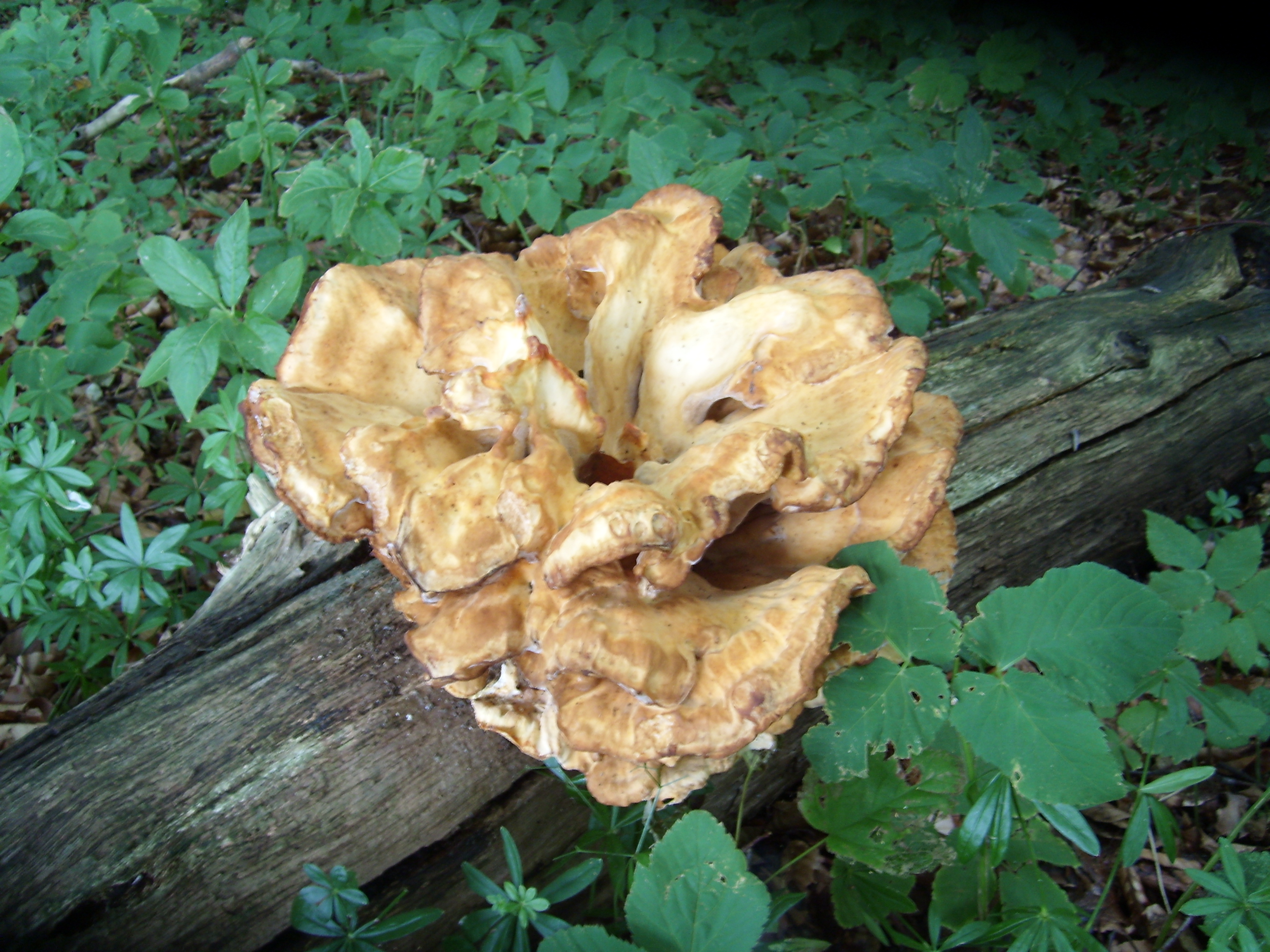
Pilzbewachsener Ast

### Baumbestand
Bis ins 19. Jahrhundert wurde der Wald als Mittelwald bewirtschaftet, was die Ausbreitung von Hainbuche und Eiche förderte. Zudem wurde der Wald als Waldweide für Nutztiere (Pferde, Rinder, Schafe und insbesondere Schweine) genutzt, was die Ausbreitung der schnellwüchsigen Weichholzarten Erle, Weide und Birke begünstigte. Zwischen 1820 und 1850 wurde durch Vorstöße der preußischen Forstwirtschaft die Nutzung als Waldweide weitestgehend abgeschafft; bis 1886 wurde der Wald vollständig in einen Hochwald überführt.
Zum Baumbestand des Laubwaldes gehören heute Rotbuche, Stieleiche, Esche, Bergahorn, Spitzahorn, Hainbuche, Flatterulme, Bergulme, Vogelkirsche und Schwarzerle. Diese Baumarten entsprechen weitgehend der potenziellen natürlichen Vegetation, die sich ohne Einfluss des Menschen an diesen Standorten entwickelt hätte.
Sämlinge dieser Baumarten sind am Waldboden überall präsent und sorgen für eine Naturverjüngung des Waldes. Baumsämlinge von Buche, Esche, Berg- und Spitzahorn stellen dabei deutlich die Mehrzahl. Eichen und Hainbuchen verjüngen sich hingegen kaum. Heute noch vorhandene Altbäume dieser Baumarten können zum großen Teil als ausdauernde Relikte der einstigen Waldnutzungsformen gedeutet werden.
Vereinzelt sind dem Baumbestand außerdem Gemeine Fichte, Europäische Lärche, Küsten-Tanne, Kanadische Hemlocktanne, Hänge-Birke, Winterlinde, Rosskastanie, Weiden und Pappeln beigemischt. Diese Baumarten sind entweder forstlicher Herkunft oder zeigen Pionierstandorte bzw. Störungen an.
In den vielen Senken des Waldes hat der hohe Grundwasserstand die Ausbildung von Waldsümpfen und Erlenbruchwald ermöglicht. Diese Formen der Vegetation sind ökologisch als Niedermoore bzw. azonale Waldgesellschaften anzusprechen.
Der Wald verfügt über einen vergleichsweise hohen Bestand an großen Altbäumen, darunter vornehmlich Rotbuchen (Fagus sylvatica) und Stieleichen (Quercus robur). Ausgedehntere Altbaum-Vorkommen sind insbesondere im nordwestlichen Teil Elisenhain, im südwestlichen Teil Runder Busch sowie im nordöstlichen Teil des Waldes verbreitet (teilweise als Totalreservate von der forstlichen Nutzung ausgenommen). Die zentraler gelegenen Waldflächen sind hingegen durch eine stärkere forstliche Nutzung und einen überwiegend jüngeren bis mittelalten Baumbestand charakterisiert.
Die aus der Nutzung genommenen Altholzbestände (Totalreservate) zeichnen sich durch eine naturnahe Walddynamik aus, die zu einer bemerkenswerten strukturellen Vielfalt geführt hat. Dies umfasst Baumindividuen aller Altersklassen, das Abwechseln von schattigeren und aufgelichteteren Stellen sowie ein häufiges Auftreten von stehendem und liegenden Totholz. Besonders das Totholz ist, neben den lebenden Altbäumen selbst, von sehr hohem Wert für Insekten, Vögel und Kleinsäuger. Der Verzicht auf eine Beräumung abgebrochener Äste oder umgestürzter, teilzerstörter und abgestorbener Bäume, so wie es die Forstwirtschaft üblicherweise vorsieht, fördert die biologische Vielfalt außerordentlich.
Im Vergleich zu den forstlich geprägten Teilen des Waldes herrscht in den strukturreichen Altholzflächen eine merklich erhöhte Vogeldichte, die dem Besucher des Waldes in Form vermehrter Vogelrufe und  -sichtungen gegenwärtig wird. Der Naturwert für die Tierwelt wird in diesen Waldbeständen somit eindrücklich erlebbar. Häufig zu beobachtende und typische Vogelarten für Altholzbestände dieser Ausprägung sind vor allem Kleiber, Baumläufer und Spechte.
Zur Schädlingsbekämpfung sind im Waldgebiet Lockstofffallen verteilt.

### Waldbodenvegetation des Frühjahrs (Frühblüher)
Eine Besonderheit des Waldes ist der außergewöhnlich reiche Bestand an Frühjahrsblühern (Frühjahrsgeophyten und -hemikryptophyten). Insbesondere in den Monaten März und April bedecken die niederwüchsigen Frühblüher großflächig und dichtgedrängt den Waldboden. Am auffälligsten tritt hierbei das weiß blühende Buschwindröschen (Anemone nemorosa) in Erscheinung, welches den Frühjahrsaspekt unübersehbar dominiert. Den großflächigen Beständen des Buschwindröschens sind unregelmäßig Gelbes Windröschen (Anemone ranunculoides), Hohler Lerchensporn (Corydalis cava), Mittlerer Lerchensporn (Corydalis intermedia), Wald-Veilchen (Viola reichenbachiana) und Scharbockskraut (Ranunculus ficaria) beigemischt. Zeitlich vor dem Buschwindröschen blühen stellenweise Wald-Gelbstern (Gagea lutea) und Schneeglöckchen (Galanthus nivalis). Kolonien des im Mai blühenden Bärlauchs (Allium ursinum) treten nur sehr vereinzelt im Eldenaer Wald auf.
Die üppigsten Frühblüherbestände befinden sich im altholzreichen Nordwestteil Elisenhain, im Süden entlang des Bierbachs, im Südwestteil Runder Busch sowie mittig des Waldes. Die zahlreichsten Vorkommen von Lerchensporn können in der Mitte des Waldes beobachtet werden.

### Waldbodenvegetation des Sommers
Die sommerliche Waldbodenvegetation ist aufgrund der basenhaltigen, nährstoffreichen und frischen Böden ebenfalls üppig ausgebildet. An vielen Stellen erreicht die Krautvegetation eine geschlossene Deckung. Der Höhepunkt der Pflanzenbedeckung erstreckt sich vom späten Frühjahr bis zum Frühsommer. Mit Fortschreiten des Sommers geht die Deckung der Waldbodenvegetation bereits wieder auffallend zurück (sommerliche Trockenheit, Lebenszyklus der Waldkräuter).
Zu den prägenden Arten der sommerlichen Waldbodenvegetation gehören Große Sternmiere (Stellaria holostea), Waldmeister (Galium odoratum), Einblütiges Perlgras (Melica uniflora), Wald-Bingelkraut (Mercurialis perennis), Goldnessel (Lamium galeobdolon) und Giersch (Aegopodium podagraria). Verbreitung, Dominanz und Zusammensetzung dieser Arten gestalten sich je nach Standort variabel. Mitunter sind auch Reinbestände jeweils einer der genannten Arten anzutreffen.
Häufig treten zudem Knoblauchsrauke (Alliaria petiolata), Wald-Segge (Carex sylvatica), Kletten-Labkraut (Galium aparine), Echter Wurmfarn (Dryopteris filix-mas), Wald-Flattergras (Milium effusum), Waldgerste (Hordelymus europaeus), Wald-Knäuelgras (Dactylis polygama), Gefleckte Taubnessel (Lamium maculatum), Großes Hexenkraut (Circaea lutetiana), Echte Nelkenwurz (Geum urbanum) und Kleinblütiges Springkraut (Impatiens parviflora) hinzu.
Vereinzelt kommen Spreuschuppiger Wurmfarn (Dryopteris affinis), Einbeere (Paris quadrifolia), Hain-Sternmiere (Stellaria nemorum), Silberblättrige Goldnessel (Lamium argentatum), Wald-Schwingel (Festuca altissima), Hain-Rispengras (Poa nemoralis) und Vielblütiges Salomonssiegel (Polygonatum multiflorum) vor. Letztere Art ist vornehmlich an den lichteren Waldrändern der Altholzbestände verbreitet.
Verbreitete Kräuter an lichteren Stellen sowie an Waldwegen sind Berg-Ehrenpreis (Veronica montana), Wolliger Hahnenfuß (Ranunculus lanuginosus), Stinkender Storchschnabel (Geranium robertianum), Gundermann (Glechoma hederacea), Große Brennnessel (Urtica dioica), Zaun-Wicke (Vicia sepium), Hain-Veilchen (Viola riviniana) und Stumpfblättriger Ampfer (Rumex obtusifolius).

### Krautige Vegetation an Sonderstandorten
Kleinräumige Sonderstandorte der Vegetation stellen in erster Linie die vielen nassen Senken dar, in denen sich Niedermoore (Waldsümpfe) unterschiedlicher Größen entwickelt haben. Diese sind bewachsen von baumfreien Großseggenriedern oder Erlenbruchwäldern mit Großseggenbestand. Als dominante Art tritt meist die Sumpf-Segge (Carex acutiformis) in Erscheinung, ein straff aufrechtes Seggengras mit derben, leicht überhängenden graugrünen Halmen. Die Sumpf-Segge ist innerhalb des NSG an verschiedensten Feuchtestandorten, sowohl flutend in Flachgewässern als auch auf feuchten Sumpfhumusböden großflächig oder zerstreut zu beobachten.
In den seltener überstauten, eher wasserzügigen Bruchwäldern und Waldsümpfen treten weiterhin Gelbe Schwertlilie (Iris pseudacorus), Winkel-Segge (Carex remota), Schlank-Segge (Carex acuta), Bach-Nelkenwurz (Geum rivale) und Wechselblättriges Milzkraut (Chrysosplenium alternifolium) hinzu.
In den hochwertigsten bzw. meist dauerhaft überstauten Erlenbruchwäldern wird die Krautvegetation bestimmt von Sumpf-Segge, Gelber Schwertlilie, der zierlich-horstigen Walzen-Segge (Carex elongata) und teils auch von der Steif-Segge (Carex elata), welche große Bulte bildet. Als Begleiter dieser Gesellschaften bereichern Dornfarn (Dryopteris carthusiana) und die flutend wachsenden Wasserfeder (Hottonia palustris) die Flora des Eldenaer Waldes.
Größere zusammenhängende Bestände Sumpfseggen-dominierter Großseggenrieder und Bruchwälder schließen sich in südöstlicher Richtung an den Elisenhain an. Hier dehnen sich die Großseggen auch außerhalb des Waldes auf größere Wiesen und Lichtungen aus (Große Wiese).
Auf sickernassen Sumpfhumusböden, ebenso auf feuchten aufgelassenen Waldwegen, sind Kolonien der horstig wachsenden Winkel-Segge (Carex remota) verbreitet. Diese können typischerweise mit Wald-Segge (Carex sylvatica), Wald-Ziest (Stachys sylvatica), Flatter-Binse (Juncus effusus) oder auch Kleiner Brennnessel (Urtica urens) vergesellschaftet sein.
Kleinräumig prägt zudem der Bierbach das Bild der Vegetation. Der Bach durchquert mäandrierend und bemerkenswert naturnah den Südwestteil des Waldes. Dabei sorgt er mit seiner Fließgewässerdynamik für Reliefierung und standörtliche Vielfalt. In seinem Gewässerbett und an seinen Ufern finden sich weitere charakteristische Pflanzenarten wie Bachberle (Berula erecta), Bitteres Schaumkraut (Cardamine amara), Bach-Nelkenwurz (Geum rivale), Echter Baldrian (Valeriana officinalis), Bachbunge (Veronica beccabunga) und Sumpfdotterblume (Caltha palustris).
An aufgelichteteren Stellen bzw. am Waldrand gesellen sich im Verlauf des Bierbachs auch Fuchs-Segge (Carex vulpina), Rohrglanzgras (Phalaris arundinacea), Ufer-Wolfstrapp (Lycopus europaeus), Sumpf-Pippau (Crepis paludosa), Mädesüß (Filipendula ulmaria), Zottiges Weidenröschen (Epilobium hirsutum), Breitblättriger Rohrkolben (Typha latifolia) und Ästiger Igelkolben (Sparganium erectum) hinzu.
In den ehemaligen (bereits verlandeten oder verlandenden) Fischteichen, die vom Bierbach durchflossen werden, bestimmen mitunter große Bestände der Gelben Schwertlilie (Iris pseudacorus) und des Teich-Schachtelhalms (Equisetum fluviatile) die Vegetation.
An einigen Böschungsstellen des Bierbachtälchens haben sich Reinbestände des immergrünen Winterschachtelhalms (Equisetum hyemale) entwickelt. Die Bestände fallen mit ihren dicht gedrängt stehenden, blattlosen und sehr dunkelgrünen Sprossen deutlich ins Auge.

### Pilze
An vielen Baumstümpfen, Stämmen und herabgefallenen Ästen (Totholz) wachsen Baumpilze. Insgesamt wurden im NSG bisher 352 Pilzarten registriert.

## Fauna

### Vögel
Von den im NSG beheimateten Vogelarten sind insbesondere Mäusebussard, Wespenbussard, Habicht, Sperber und Rotmilan zu nennen.

## Wasserhaushalt und Wasserwirtschaft
Das Gesamte NSG ist von kleineren Entwässerungsgräben durchzogen. Der Hauptteil dieses Grabensystems wurde im 19. Jahrhundert angelegt. Der hierdurch veränderte Wasserhaushalt (insbesondere die starke Verringerung von Bruchflächen) hatte auch Auswirkungen auf die Vegetationsausprägung.

### Bierbach

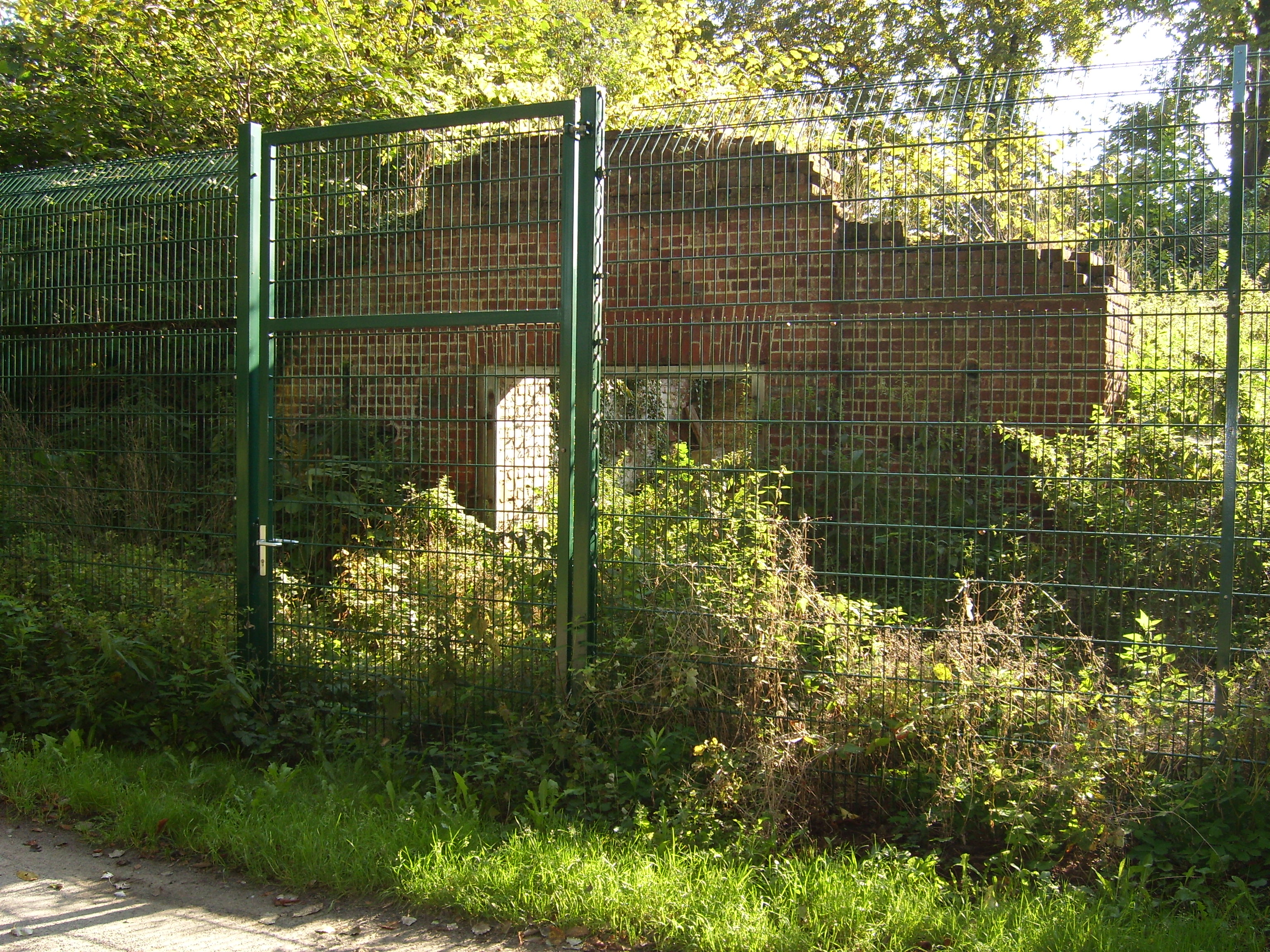
Überreste des Bierkellers am Boddenweg (Eingang)

Durch das Naturschutzgebiet fließt auch der sogenannte Bierbach (ursprünglich: Koitenhäger Bach). Seinen Namen erhielt er dadurch, dass die bis 1932 betriebene Eldenaer Bierbrauerei ihren Wasserbedarf zum Teil durch Entnahme aus dem Bach deckte.
Der Bierbach floss ursprünglich weiter nordwestlich aus dem NSG, entlang des unbefestigten Weges zu den Kleingartenkolonien, der Eldenaer Straßen „Kurzer Weg“ und „Am Bierbach“, vorbei am 1976 zugunsten eines Parkplatzes verkleinerten Dorfteich an der Straße „Am Teich“ und dann entlang des Boddenwegs vorbei am klösterlichen Bierkeller, der heute von prioritären Fledermausarten als Winterquartier genutzt wird und daher ebenfalls unter naturschutzrechtlichem Schutz steht, Richtung Greifswalder Bodden.
Seit spätestens 2008 ist der Bierbach ab kurz hinter dem Rehbruch im NSG trockengelegt und fließt stattdessen nur noch durch den Hohen Graben ab, der bereits an der Großen Wiese/Eichenbrink das NSG Richtung Greifswalder Bodden verlässt. Auf den Informationstafeln an den Haupteingängen des NSG ist allerdings noch der ursprüngliche Bachlauf eingezeichnet.

### Fischteiche
Im Wald befinden sich parallel zu einem der Waldwege mehrere hintereinanderliegende und vom Bierbach durchflossene Teiche, die früher noch weiter aufgestaut waren und der Fischzucht (Forellen, Hechte und Karpfen) dienten.

## Geologie und Geographie
Der Untergrund ist wie in der übrigen Umgebung insbesondere in der Weichseleiszeit von Gletschern geprägt worden (Jungmoränenlandschaft).
Höchste Erhebung des NSG ist der Ebertberg im südlichen Teil mit einer Höhe von 29,5 m ü. NN.